# Walter Künzel
Walter Josef Künzel (* 2. November 1928 in Königgrätz, Tschechoslowakei; † 3. April 2021 in Erfurt) war ein deutscher Zahnmediziner. Er wirkte unter anderem von 1964 bis 1975 als Professor an der Universität Leipzig und anschließend an der Medizinischen Akademie Erfurt, als deren letzter Rektor er von 1990 bis 1993 fungierte.

## Leben
Walter Künzel wurde 1928 in Königgrätz geboren und schloss 1953 ein Studium der Zahnheilkunde an der Humboldt-Universität zu Berlin ab, an der er im gleichen Jahr auch promovierte. Anschließend war er an der Humboldt-Universität als Assistenz- und Oberarzt zunächst unter Wolfgang Rosenthal, dann unter dessen Nachfolger Josef Münch tätig und später dort an der Klinik für Zahn-, Mund- und Kieferkrankheiten als Leiter der Abteilung für Kariesforschung und -prophylaxe (Ernennung zum 1. Januar 1960).
Nach der Habilitation (1962) und ersten Dozentur für Kinderzahnheilkunde an einer deutschen Universität wechselte er 1964 an die Universität Leipzig, an der er Professor für konservierende Zahnheilkunde einschließlich Kinderstomatologie wurde. 1975 erfolgte seine Umberufung auf den ersten deutschen Lehrstuhl für präventive Zahnheilkunde an die Medizinische Akademie Erfurt (MAE), an der er bis 1993 als Direktor des Wissenschaftsbereiches Präventive Stomatologie und bis 1990 gleichzeitig als Direktor der Sektion Stomatologie fungierte. Von 1990 bis zur Einstellung der MAE war er deren frei gewählter und letzter Rektor.

## Wissenschaftliches Wirken
Walter Künzel veröffentlichte über 400 wissenschaftliche Publikationen und mehrere Bücher zur Kinderzahnheilkunde, zur Kariesprävention und zur Gerostomatologie. Mit seinen Arbeiten zur Prophylaxe der Karies und zur Fluoridierung von Trinkwasser in der DDR gilt er als einer der Wegbereiter der präventiven Zahnheilkunde in Deutschland. Er betreute mehr als 130 Doktoranden und acht Habilitanden, von denen fünf zu Professoren ernannt wurden.
1966 gründete er die Gesellschaft für Konservierende Stomatologie und 1969 die Gesellschaft für Kinderstomatologie, der er bis 1978 vorstand. Ab 1967 war er wiederholt gewähltes Mitglied des Advisory Board der European Organisation for Caries Research (ORCA) und von 1979 bis 1981 deren Präsident. Ab 1973 war er berufenes Mitglied mehrerer Expertengruppen der Weltgesundheitsorganisation (WHO) und von 1983 bis 1997 Direktor des Erfurter WHO-Kollaborationszentrums „Prävention oraler Erkrankungen“. Von 1980 bis 1988 wirkte Walter Künzel als Präsident und anschließend bis in die Zeit der politischen Wende in der DDR als Vizepräsident der Deutschen Gesellschaft für Stomatologie der DDR.

## Auszeichnungen
Walter Künzel erhielt in Anerkennung seiner wissenschaftlichen Leistungen unter anderem 1973 die Silbermedaille der Universität Triest, 1978 den Ehrentitel Verdienter Arzt des Volkes und 1983 die Goldmedaille „Mores-Ars-Scientia“ der japanischen Universität Gifu. Die Semmelweis-Universität in Budapest (1990) und die University of Leeds (1991) verliehen ihm die Ehrendoktorwürde.

## Werke (Auswahl)
- Kinderzahnheilkunde und ihre Grenzgebiete. Berlin 1965 (als Mitherausgeber); Neuauflage unter dem Titel Kinderstomatologie. Berlin 1974, 1976, 1984 (internationale Ausgabe: Springer 1976)
- Trinkwasserfluoridierung als kollektive kariesvorbeugende Massnahme. Berlin 1972, 1976
- Lehrbuch der Kinderstomatologie. Leipzig 1979
- Die Gesellschaft für Stomatologie der DDR 1964–1984. Leipzig 1984
- Geriatric Dentistry in Eastern European Countries. Chicago, London und Berlin 1991
- Caries Decline in Deutschland: Eine Studie zur Entwicklung der Mundgesundheit. Heidelberg 1997
- Acta Apostolorum Erfurtensium 1819–2009. Erfurter Apostelgemeinschaft. Eine Chronik zwischen Federkiel und Personalcomputer. Erfurt 2009
- Die Geschichte der zahnärztlichen Gesellschaften Ostdeutschlands 1945–1990. Berlin 2010